# Couleur en masses
Couleur en masses est une œuvre de l'artiste français Hervé Mathieu-Bachelot située à Paris, en France. Créée en 1982, elle est installée à l'intérieur de la station de métro Temple. Il s'agit d'une fresque qui orne les murs d'un couloir de la station.

## Description
L'œuvre prend la forme d'une fresque ornant un seul côté d'un couloir de la station. Elle est essentiellement composée d'obliques, formées des carreaux de céramique typique du métro parisien, mais inclinés et peints en bandes rouges.

## Localisation
L'œuvre est installée sur un mur situé près de l'entrée de la station Temple de la ligne 3 du métro parisien.

## Artiste
Hervé Mathieu-Bachelot (né en 1945) est un artiste français. Conseiller artistique de la RATP, il a réalisé plusieurs fresques ornant certaines stations de celle-ci.